# مجدببه
مجدببه (انگلیسی: Madjedbebe)، یک  پناهگاه صخره‌ای  ماسه‌سنگ در سرزمین  آرنهم‌لند، در  قلمرو شمالی  استرالیا، احتمالاً قدیمی‌ترین محل سکونت انسان در استرالیا است.